# Sergej Agamov
Sergej Agamov nebo arménsky Sargis Agamjan (* 7. března 1943) je bývalý sovětský a ázerbájdžánský zápasník – klasik, arménské národnosti.

## Sportovní kariéra
Pochází z horské ázerbájdžánské obce Kalachana (Kələxana) z arménské rodiny. Zápasení se věnoval od útlého dětství. Na řecko-římský styl se specializoval během vojenské služby v Baku. Od roku 1968 se připravoval v Jerevanu. V sovětské reprezentaci byl ve váze do 63 kg v polovině šedesátých let reprezentační dvojkou za gruzínem Romanem Rururou. V roce 1968 prohrál s Ruruou nominaci na olympijské hry v Mexiku.
Sportovní kariéru ukončil v roce 1972. Věnoval se trenérské práci v Jerevanu a v osmdesátých letech v Baku. Po rozpadu Sovětského svazu v roce 1991 se přesunul do Ruska, kde nedaleko Moskvy pokračoval v trenérské práci. K jeho nejznámějším žákům patřili Natig Ejvazov a Ambako Vačadze.

## Výsledky
| Turnaj             | 1966 | 1967 | 1968 | 1969 | 1970 | 1971 |
| Turnaj             | 23   | 24   | 25   | 26   | 27   | 28   |
| Turnaj             | -63  | -63  | -63  | -62  | -62  | -62  |
| ------------------ | ---- | ---- | ---- | ---- | ---- | ---- |
| Olympijské hry     |      |      | —    |      |      |      |
| Mistrovství světa  | —    | —    |      | —    | —    | úč.  |
| Mistrovství Evropy | 1.   | 2.   | —    | —    | —    |      |